# Ахмед Эсад-паша
Ахмед Эсад-паша (тур.  Ahmed Esad Paşa, 1828, Хиос — 1875, Измир) — османский государственный деятель. Два раза был садр-аземом Османской империи. В 1863 году им была основана Дарюшшафака, неправительственная организация, занимавшаяся проблемами в области образования.

## Биография
Мехмед Эсад-паша родился в 1828 году на острове Хиос. Он был сыном муфтия Сулейман-Бея и братом мюшира (маршалла) Казим (Алпан)-паши. Служил в посольстве Османской империи во Франции, в Париже. Вернувшись на родину основал неправительственную организацию, занимавшуюся решением проблем в области образования. По примеру европейских школ-интернатов для мальчиков и девочек, сирот военных, получив высочайшее дозволение, основал в Стамбуле школу. Лично курировал архитектурный проект и строительство здания учебного заведения, учебные программы и форму для будущих учеников.
В 1873 году был назначен генерал-губернатором Коньи, где успешно справился с кризисом, спровоцированным длительной засухой.
В знак признания его заслуг султан Абдул-Азиз дважды назначал его Великим визиром (15 февраля 1873 — 15 апреля 1873 и 26 апреля 1875 — 26 августа 1875). В общей сложности он занимал этот пост в течение 6 месяцев. Между периодами короткое время в 1875 году служил генерал-губернатором Измира. Прибыв с официальным визитом в Денизли, был отравлен. В его чашку кофе кто-то положил яд. В преступлении обвинили повара, раба-африканца, приготовившего кофе, которого немедленно повесили.
Ахмед Эсад-паша является отцом Джеляля Эсада Арсевена, турецкого художника и искусствоведа.